# Amiibo
Amiibo — це відео-іграшка від Nintendo, яка була запущена у продаж в листопаді 2014 року. Вона складається з протоколу бездротового зв’язку та зберігання для підключення фігурок до ігрових консолей Wii U, Nintendo 3DS і Nintendo Switch. Ці фігурки за формою та функціями схожі на фігурки Skylanders, Disney Infinity і Lego Dimensions. Було заздалегідь оголошено, що платформа Amiibo потенційно може використовувати будь-яку форму іграшки, зокрема, включаючи загальні плани щодо майбутніх карт. Amiibo використовує комунікацію ближнього поля (NFC) для взаємодії з підтримуваним програмним забезпеченням для відеоігор, потенційно дозволяючи передавати дані в ігри та з них і на кількох платформах.
Функції Amiibo можна використовувати безпосередньо з консолями Nintendo Switch, Wii U та New Nintendo 3DS за допомогою вбудованих пристроїв читання NFC. Крім того, решта лінійки обладнання 3DS може використовувати офіційний адаптер NFC. До вересня 2016 року Nintendo повідомила, що було продано 39 мільйонів фігурок amiibo та понад 30 мільйонів карток amiibo. До вересня 2022 року загальний обсяг продажів досяг 77 мільйонів іграшок.

## Історія

### Розробка
Toys for Bob та її материнська компанія Activision запропонували Nintendo стати партнером у новій франшизі відеоігор, відомій як Skylanders, яка використовуватиме RFID-обладнані фігурки персонажів і спеціальний компонент читання для взаємодії з самою грою, який може зберігати дані на самій фігурці, наприклад статистику відповідного персонажа. Незважаючи на те, що Nintendo передала ексклюзивну угоду, сама франшиза швидко стала однією з найуспішніших франшиз Activision після запуску як спіноф серії Spyro the Dragon, а також призвела до конкуренції з Disney Interactive Studios, яка випустила гру з подібна концепція, відома як Disney Infinityу 2013 року.
У березні 2013 року Nintendo представила Pokémon Rumble U, першу гру для Wii U, яка використовує підтримку комунікації ближнього поля Wii U GamePad для використання власних інтерактивних фігурок. Під час зустрічі інвесторів у травні 2014 року Nintendo представила прототип більш комплексної платформи фігурок для своїх консолей 3DS і Wii U, яка була розроблена таким чином, щоб фігурки можна було використовувати в кількох іграх. Нова система отримала кодову назву NFP, що означає «Platform Nintendo Figurine» або «NFC Featured Platform», і мала бути офіційно представлена під час E3.
10 червня 2014 року, під час E3 2014, Nintendo офіційно оголосила про платформу Amiibo, а також про те, що Super Smash Bros. для Wii U стане однією з перших ігор, яка надасть функції, інтегровані з фігурками Amiibo.
Під час корпоративного політичного заходу після запуску платформи Amiibo виконавчий директор Nintendo Шіґеру Міямото звернувся до майбутнього платформи, заявивши, що компанія «зараз просувається вперед із проектами, які використовують NFC різноманітними унікальними способами. Nintendo відома як компанія відеоігор, але насправді це також компанія іграшок».

### Випуск
Іграшки Super Smash Bros. Amiibo вперше були випущені в Північній Америці 21 листопада 2014 року, в Європі 28 листопада 2014 року та в Японії 6 грудня 2014 року разом із випуском Super Smash Bros. для Wii U.
Серія «Super Mario», у якій грають Маріо, Луїджі, Піч, Йоші, Боузер і Жаба, вийшла 20 березня 2015 року.
У 2015 році Nintendo почала розширювати лінійку Amiibo у нових форм-факторах; 27 лютого 2015 року генеральний директор Nintendo Сатору Івата повідомив, що компанія планує випустити колекційні картки з підтримкою Amiibo. 1 квітня 2015 року Nintendo представила Animal Crossing: Happy Home Designer, додатковий продукт із серії Animal Crossing, у якому використовуються картки. Nintendo також представила іграшки з плюшевої пряжі з підтримкою Amiibo як доповнення до Yoshi's Woolly World.
Під час E3 2015 Nintendo Direct 16 червня 2015 року Activision показала Amiibo Боузера та Донкі Конга (Hammer Slam Bowser і Turbo Charge Donkey Kong) і транспортні засоби для використання в Skylanders: SuperChargers. Ці іграшки сумісні або з іграми Skylanders, або з іграми, сумісними з Amiibo, за допомогою перемикача режимів на їх основі. Вони працюватимуть на всіх версіях Skylanders: SuperChargers для платформи Nintendo. Amiibo також сумісні з усіма версіями Skylanders: Imaginators для платформи Nintendo.
27 серпня 2015 року було представлено іграшку Amiibo, головного героя інді-відеоігри Shovel Knight, яка розблокує ексклюзивний контент для версій гри 3DS і Wii U та її майбутніх випусків. Це перша іграшка Amiibo з персонажем не від Nintendo; попередні іграшки Amiibo сторонніх персонажів були пов’язані з Super Smash Bros. Крім того, виробництво та розповсюдження статуетки контролюватиме видавець гри, Yacht Club Games, а не Nintendo (за винятком Японії, де остання є видавцем гри), хоча він все ще буде офіційно продаватися Nintendo як частина лінійки Amiibo, як форма ліцензування бренду.
Лінійка Amiibo для The Legend of Zelda спочатку почалася виключно з фігурки Wolf Link, яка в основному використовується в The Legend of Zelda: Twilight Princess HD і пізніше у Breath of the Wild . Він розширився колекцією 30th Anniversary (8-bit Link, Ocarina of Time Link, The Wind Waker Link і The Wind Waker Zelda) і колекцією Breath of the Wild (Archer Link, Rider Link, Zelda, Bokoblin, Mipha, Daruk, Revali, Urbosa і Guardian). 
На виставці E3 2017 Nintendo представила кілька нових фігурок Amiibo, зокрема фігурки Маріо, Піч та Боузера на тему весілля, які збіглися із запуском гри на Nintendo Switch Super Mario Odyssey, а також фігурки Хрома та Тікі із серії Fire Emblem, пов’язані з випуском Fire Emblem Warriors на Switch і New 3DS. Дві фігурки Amiibo на тему Metroid , випущені разом із ремейком Metroid II для 3DS, Metroid: Samus Returns і фігурками, випущеними пізніше на основі чотирьох Чемпіонів у The Legend of Zelda: Breath of the Wild. 
Сторонній розробник програмного забезпечення Bethesda Softworks оголосив, що існуючі фігурки Zelda будуть сумісні з портом на Nintendo Switch у The Elder Scrolls V: Skyrim, дозволяючи гравцям отримувати вибрані предмети Zelda та одяг для свого Дракононародженого, включно з Майстерним мечем, Гіліанським щитом і Тунікою Чемпіона з Breath of the Wild.

## Проблеми колекціонування та постачання
Після першого запуску лінійка Amiibo швидко набула популярності, попередні замовлення були розпродані ще до того, як продукти стали доступними для громадськості. Хоча генеральний директор Nintendo Сатору Івата заявив, що Amiibo зберігатиметься на складі, він також пояснив, що деякі з них будуть «пропозиціями з обмеженим часом, які поступляться своїми позиціями новим, коли їх розпродадуть». Рідкість деяких фігурок Amiibo вплинула на ціни в онлайн-магазинах і на аукціонах, більшість з яких пропонують вибрані предмети за ціною, вищою за роздрібну. У брифінгу Nintendo про фінансові результати за 3-й квартал фінансового року, що закінчився в березні 2015 року, Сатору Івата висловив здивування такими онлайн-аукціонами, які пропонували «преміальні ціни» на розпродані іграшки Amiibo. Кілька іграшок Amiibo першої хвилі з виробничими дефектами було виявлено та продано за надзвичайно високі ціни, як-от фігурка Самус із гарматами на обох руках замість однієї, яка була продана на eBay за 2500 доларів США, а також дефект принцеси Піч із відсутніми ноги продаються за 25 100 доларів США.
2 квітня 2015 року, коли приймалися попередні замовлення на випуск серії Super Smash Bros. Wave 4 і серії Splatoon, який відбудеться 29 травня, процес попереднього замовлення в США призвів до збою як на веб-сайті GameStop, так і в системі реєстрації в магазині. Nintendo визнала ці проблеми на початку травня 2015 року. Amazon утримався зупиняти весь процес попереднього замовлення для цих хвиль; натомість він заблокував конкретні часові інтервали на дату випуску, протягом яких були доступні ексклюзивні Amiibo для нероздрібних продавців і серію Super Mario Silver Mario Amiibo. Роздрібний продавець продовжив цю практику, випустивши ексклюзивний випуск Palutena Amiibo, а також ті, які були випущені 11 вересня 2015 року.
У травні 2015 року у Великій Британії було викрадено вантажівку з попередніми замовленнями спеціального видання Splatoon, яке включало рідкісний Squid Inkling Amiibo як бонус перед замовленням: єдиний спосіб отримати фігурку у Великій Британії. Як наслідок, Nintendo не вистачило запасів, щоб поставити Squid Inkling Amiibo тим, хто зробив попереднє замовлення, і натомість запропонувала Inkling Girl або Inkling Boy Amiibo разом із стандартним виданням із відшкодуванням £10 або повним відшкодуванням.
У відповідь на відсутність певних іграшок Amiibo у Сполучених Штатах, Сатору Івата пояснив 17 лютого 2015 року, що «триваючий трудовий спір на західному узбережжі» затримав «вивантаження вантажу протягом останніх шести місяців», і був причиною відсутності деяких іграшок Amiibo, які планувалося доставити до запуску в листопаді. Після цього оголошення рідкісні іграшки Amiibo, такі як Wii Fit Trainer, Meta Knight і Ike, отримували обмежені повторні випуски в Північній Америці. Для США, ексклюзивного випуску Best Buy статуетки Dark Pit, роздрібний продавець оголосив, що не прийматиме жодних попередніх замовлень або онлайн-замовлень, і один товар буде обмежено одним клієнтом.  Хоча деякі джерела новин, такі як Kotaku виступили на користь практики Best Buy, або у відповідь на це (та труднощі з придбанням попередніх ексклюзивів роздрібної торгівлі), інші, такі як Браян Альтано, Хосе Отеро та Пер Шнайдер з подкасту IGN Nintendo Voice Chat, спонукали американських колекціонерів імпортувати ці предмети, які важко знайти.

## Апаратна підтримка
Wii U, New Nintendo 3DS, New Nintendo 2DS XL і Nintendo Switch мають вбудовану підтримку NFC і сумісні з Amiibo. На Wii U іграшки скануються за допомогою пристрою зчитування NFC, який міститься в Wii U GamePad. Підтримка Amiibo була офіційно введена в програму консолей між листопадом і груднем 2014 року; ці оновлення додали меню Amiibo в області налаштувань системи, дозволяючи користувачам сканувати, реєструвати та видаляти дані з іграшок. Nintendo Switch також має зчитувач NFC як у правому Joy-Con, так і в Pro Controller.
Окремий аксесуар для читання NFC дозволяє використовувати Amiibo на оригінальних моделях Nintendo 3DS, 3DS XL і 2DS; в Японії, випущений влітку 2015 року разом з Animal Crossing: Happy Home Designer у Північній Америці. New Nintendo 3DS, New 3DS XL і New 2DS XL містять вбудований зчитувач NFC із сенсорним (нижнім) екраном.

## Передача даних Amiibo
Підтримувані ігри пропонують один із двох видів сумісності з Amiibo; можливість отримати доступ до тегу NFC іграшки Amiibo і зберігати дані, а також розпізнавання лише для читання. Кожна іграшка Amiibo здебільшого відповідає певній грі, яка має доступ до свого сховища, хоча деякі можуть мати кілька ігор, які можуть використовувати його. Однак кожна іграшка Amiibo може зберігати дані лише з однієї сумісної гри одночасно, тобто дані потрібно видалити, щоб використовувати їх з іншою грою. Наприклад, із фігурки Amiibo Маріо, яка містить дані з Super Smash Bros. для Nintendo 3DS та Wii U, необхідно видалити дані для цієї гри, щоб зберегти дані з Mario Party 10. Багато ігор пропонують сумісність із певними іграшками Amiibo лише для читання, що дозволяє розблокувати додатковий вміст у цій грі. Наприклад, використання певних фігурок із Mario Kart 8 або Mario Kart 8 Deluxe відкриває костюми Mii на основі відповідного персонажа. Кілька варіантів одного персонажа забезпечують однакову сумісність, хоча спеціальні варіанти можуть розблокувати унікальний вміст у певних іграх. Наявні ігри Wii U та 3DS можуть отримувати оновлення для функцій Amiibo. Завдяки спільній розробці Super Smash Bros. для Nintendo 3DS та Wii U, Bandai Namco Entertainment були першими сторонніми видавцями, які застосували концепцію Amiibo у деяких своїх іграх.

## Список Amiibo
У наведеному нижче списку представлено всі відомі елементи NFC під брендом Amiibo, які спочатку виготовлялися у формі фігурок персонажів у 2014 році, потім карток у 2015 році та інших типів у майбутньому. Nintendo розробила всіх персонажів Amiibo так, щоб вони були перехресно сумісні з усіма іграми, які підтримують певних персонажів Amiibo, незалежно від лінійки моделей, до якої ці персонажі належать; наприклад, фігурки Маріо з серії Super Smash Bros. і Super Mario мають однакову функціональність. Лінійка Йоші це м'які ляльки замість жорстких пластикових фігурок.
Зараз у цьому списку є 223 фігурок Amiibo, 3 серії карток Amiibo та 21 відомих варіантів.
| Персонажі                            | Серія Amiibo                       |
| ------------------------------------ | ---------------------------------- |
| Блезерс                              | Animal Crossing                    |
| Селекта                              | Animal Crossing                    |
| Сайрус                               | Animal Crossing                    |
| Дігбі                                | Animal Crossing                    |
| Ізабель (літній костюм)              | Animal Crossing                    |
| Ізабель (зимовий костюм)             | Animal Crossing                    |
| К. К (К. К. Слайдер)                 | Animal Crossing                    |
| Кєпн                                 | Animal Crossing                    |
| Кікс                                 | Animal Crossing                    |
| Лотті                                | Animal Crossing                    |
| Мейбл                                | Animal Crossing                    |
| Різ                                  | Animal Crossing                    |
| Рессеті(Містер Рессеті)              | Animal Crossing                    |
| Ровер                                | Animal Crossing                    |
| Тіммі & Томмі                        | Animal Crossing                    |
| Том Нук                              | Animal Crossing                    |
| Animal Crossing Amiibo карти         | Animal Crossing                    |
| Qbby                                 | BoxBoy!                            |
| Chibi-Robo                           | Chibi-Robo!                        |
| Solaire of Astora                    | Dark Souls                         |
| Loot Goblin                          | Diablo                             |
| Alm                                  | Fire Emblem                        |
| Celica                               | Fire Emblem                        |
| Хром                                 | Fire Emblem                        |
| Тікі                                 | Fire Emblem                        |
| Корoль ДіДіДі                        | Kirby                              |
| Кірбі                                | Kirby                              |
| Meta Knight                          | Kirby                              |
| Waddle Dee                           | Kirby                              |
| Бокоглін                             | The Legend of Zelda                |
| Дарук                                | The Legend of Zelda                |
| Ґанондорф (Tears of The Kingdom)     | The Legend of Zelda                |
| Guardian                             | The Legend of Zelda                |
| Лінк (лучник)                        | The Legend of Zelda                |
| Лінк (вершник)                       | The Legend of Zelda                |
| Лінк (The Legend of Zelda)           | The Legend of Zelda                |
| Лінк (Link's Awakening)              | The Legend of Zelda                |
| Лінк (Majora's Mask)                 | The Legend of Zelda                |
| Лінк (Ocarina of Time)               | The Legend of Zelda                |
| Лінк (Skyward Sword)                 | The Legend of Zelda                |
| Лінк (Twilight Princess)             | The Legend of Zelda                |
| Лінк (Tears of the Kingdom)          | The Legend of Zelda                |
| Міфа                                 | The Legend of Zelda                |
| Ревалі                               | The Legend of Zelda                |
| Toon Link (The Wind Waker)           | The Legend of Zelda                |
| Урбоза                               | The Legend of Zelda                |
| Wolf Link                            | The Legend of Zelda                |
| Зельда                               | The Legend of Zelda                |
| Zelda & Loftwing                     | The Legend of Zelda                |
| Зельда (The Wind Waker)              | The Legend of Zelda                |
| Зельда (Tears of the Kingdom)        | The Legend of Zelda                |
| Mario Sports Superstars Amiibo карти | Mario Sports Superstars            |
| Mega Man                             | Mega Man                           |
| E.M.M.I.                             | Metroid                            |
| Metroid                              | Metroid                            |
| Самус (версія Dread)                 | Metroid                            |
| Самус (версія Samus Returns)         | Metroid                            |
| Баріот і Авінія                      | Monster Hunter Stories             |
| Ена                                  | Monster Hunter Stories             |
| Магнамало                            | Monster Hunter Rise                |
| Майзено                              | Monster Hunter Rise                |
| Навірой                              | Monster Hunter Rise                |
| Одноокий Раталоз і вершниця          | Monster Hunter Stories             |
| Одноокий Раталоз і вершник           | Monster Hunter Stories             |
| Паламут                              | Monster Hunter Rise                |
| Паламут (Canyne Malzeno)             | Monster Hunter Rise                |
| Паліко                               | Monster Hunter Rise                |
| Паліко (Felyne Malzeno)              | Monster Hunter Rise                |
| Курупеко і Ден                       | Monster Hunter Stories             |
| Ратіан і Шеваль                      | Monster Hunter Stories             |
| Razewing Ratha                       | Monster Hunter Stories             |
| Цукіно                               | Monster Hunter Stories             |
| Pikmin                               | Pikmin                             |
| Детектив Пікачу                      | Pokémon                            |
| Shadow Mewtwo                        | Pokémon Tournament                 |
| King Knight                          | Shovel Knight                      |
| Plague Knight                        | Shovel Knight                      |
| Shovel Knight                        | Shovel Knight                      |
| Shovel Knight (золотий)              | Shovel Knight                      |
| Specter Knight                       | Shovel Knight                      |
| Hammer Slam Bowser                   | Skylanders                         |
| Turbo Charge Donkey Kong             | Skylanders                         |
| Big Man                              | Splatoon                           |
| Callie (Alterna)                     | Splatoon                           |
| Callie                               | Splatoon                           |
| Frye                                 | Splatoon                           |
| Inkling Boy                          | Splatoon                           |
| Inkling Boy (неоново-зелений)        | Splatoon                           |
| Inkling Boy (фіолетовий)             | Splatoon                           |
| Inkling Girl                         | Splatoon                           |
| Inkling Girl (зелена)                | Splatoon                           |
| Inkling Girl (неоново-рожева)        | Splatoon                           |
| Inkling Squid                        | Splatoon                           |
| Inkling Squid (неоново-рожевий)      | Splatoon                           |
| Inkling Squid (помаранчевий)         | Splatoon                           |
| Marie                                | Splatoon                           |
| Marie (Alterna)                      | Splatoon                           |
| Маріна                               | Splatoon                           |
| Маріна (Side Order)                  | Splatoon                           |
| Octoling Boy                         | Splatoon                           |
| Octoling Girl                        | Splatoon                           |
| Octoling Octopus                     | Splatoon                           |
| Octoling (синій)                     | Splatoon                           |
| Pearl                                | Splatoon                           |
| Pearl (Side Order)                   | Splatoon                           |
| Inkling (Жoвтий)                     | Splatoon                           |
| Octoling (Синій)                     | Splatoon                           |
| Shiver                               | Splatoon                           |
| Smallfry                             | Splatoon                           |
| Бу                                   | Super Mario                        |
| Боузер                               | Super Mario                        |
| Боузер (весільний наряд)             | Super Mario                        |
| Кіт Маріо                            | Super Mario                        |
| Кішка Піч                            | Super Mario                        |
| Дейзі                                | Super Mario                        |
| Дідді Конг                           | Super Mario                        |
| Донкі Конг                           | Super Mario                        |
| Гумба                                | Super Mario                        |
| Купа-Трупа                           | Super Mario                        |
| Луїджі                               | Super Mario                        |
| Маріо                                | Super Mario                        |
| Маріo (весільний наряд)              | Super Mario                        |
| Піч                                  | Super Mario                        |
| Піч (весільний наряд)                | Super Mario                        |
| Розаліна                             | Super Mario                        |
| Тоад                                 | Super Mario                        |
| Валуїджі                             | Super Mario                        |
| Варіо                                | Super Mario                        |
| Йоші                                 | Super Mario                        |
| Маріо (8-біт)                        | Super Mario Bros. 30th Anniversary |
| Delicious Amiibo                     | Super Mario Cereal                 |
| Алекс                                | Super Smash Bros.                  |
| Banjo & Kazooie                      | Super Smash Bros.                  |
| Байонетта                            | Super Smash Bros.                  |
| Боузер                               | Super Smash Bros.                  |
| Боузер Мл.                           | Super Smash Bros.                  |
| Byleth                               | Super Smash Bros.                  |
| Captain Falcon                       | Super Smash Bros.                  |
| Чарізальд                            | Super Smash Bros.                  |
| Хром                                 | Super Smash Bros.                  |
| Cloud                                | Super Smash Bros.                  |
| Corrin                               | Super Smash Bros.                  |
| Dark Pit                             | Super Smash Bros.                  |
| Dark Samus                           | Super Smash Bros.                  |
| Дейзі                                | Super Smash Bros.                  |
| Дідді Конг                           | Super Smash Bros.                  |
| Донкі Конг                           | Super Smash Bros.                  |
| Dr. Mario                            | Super Smash Bros.                  |
| Duck Hunt                            | Super Smash Bros.                  |
| Falco                                | Super Smash Bros.                  |
| Фокс                                 | Super Smash Bros.                  |
| Ganondorf                            | Super Smash Bros.                  |
| Greninja                             | Super Smash Bros.                  |
| Hero                                 | Super Smash Bros.                  |
| Ice Climbers                         | Super Smash Bros.                  |
| Ike                                  | Super Smash Bros.                  |
| Incineroar                           | Super Smash Bros.                  |
| Inkling                              | Super Smash Bros.                  |
| Ізабель                              | Super Smash Bros.                  |
| Ivysaur                              | Super Smash Bros.                  |
| Jigglypuff                           | Super Smash Bros.                  |
| Джокер (Persona 5)                   | Super Smash Bros.                  |
| Казуя                                | Super Smash Bros.                  |
| Кен                                  | Super Smash Bros.                  |
| Кoрoль ДіДіДі                        | Super Smash Bros.                  |
| King K. Rool                         | Super Smash Bros.                  |
| Кірбі                                | Super Smash Bros.                  |
| Лінк                                 | Super Smash Bros.                  |
| Little Mac                           | Super Smash Bros.                  |
| Lucario                              | Super Smash Bros.                  |
| Лукас                                | Super Smash Bros.                  |
| Lucina                               | Super Smash Bros.                  |
| Луїджі                               | Super Smash Bros.                  |
| Маріo                                | Super Smash Bros.                  |
| Marth                                | Super Smash Bros.                  |
| Mega Man                             | Super Smash Bros.                  |
| Meta Knight                          | Super Smash Bros.                  |
| Mewtwo                               | Super Smash Bros.                  |
| Mii Brawler                          | Super Smash Bros.                  |
| Mii Gunner                           | Super Smash Bros.                  |
| Mii Swordfighter                     | Super Smash Bros.                  |
| Min Min                              | Super Smash Bros.                  |
| Mr. Game & Watch                     | Super Smash Bros.                  |
| Mythra                               | Super Smash Bros.                  |
| Ness                                 | Super Smash Bros.                  |
| Pac-Man                              | Super Smash Bros.                  |
| Palutena                             | Super Smash Bros.                  |
| Піч                                  | Super Smash Bros.                  |
| Pichu                                | Super Smash Bros.                  |
| Piranha Plant                        | Super Smash Bros.                  |
| Pit                                  | Super Smash Bros.                  |
| Пікачу                               | Super Smash Bros.                  |
| Pikmin & Olimar                      | Super Smash Bros.                  |
| Pokémon Trainer                      | Super Smash Bros.                  |
| Pyra                                 | Super Smash Bros.                  |
| Richter                              | Super Smash Bros.                  |
| Ridley                               | Super Smash Bros.                  |
| R.O.B.                               | Super Smash Bros.                  |
| Robin                                | Super Smash Bros.                  |
| Rosalina and Luma                    | Super Smash Bros.                  |
| Roy                                  | Super Smash Bros.                  |
| Ryu                                  | Super Smash Bros.                  |
| Samus                                | Super Smash Bros.                  |
| Sephiroth                            | Super Smash Bros.                  |
| Sheik                                | Super Smash Bros.                  |
| Shulk                                | Super Smash Bros.                  |
| Simon                                | Super Smash Bros.                  |
| Snake                                | Super Smash Bros.                  |
| Сонік                                | Super Smash Bros.                  |
| Sora                                 | Super Smash Bros.                  |
| Squirtle                             | Super Smash Bros.                  |
| Стів                                 | Super Smash Bros.                  |
| Toon Link                            | Super Smash Bros.                  |
| Terry                                | Super Smash Bros.                  |
| Селянин                              | Super Smash Bros.                  |
| Варіo                                | Super Smash Bros.                  |
| Wii Fit Trainer                      | Super Smash Bros.                  |
| Wolf                                 | Super Smash Bros.                  |
| Йoші                                 | Super Smash Bros.                  |
| Young Link                           | Super Smash Bros.                  |
| Зельда                               | Super Smash Bros.                  |
| Zero Suit Samus                      | Super Smash Bros.                  |
| Noah                                 | Xenoblade Chronicles               |
| Міo                                  | Xenoblade Chronicles               |
| В'язаний Пучі                        | Yoshi's Woolly World               |
| В'язаний Йoші                        | Yoshi's Woolly World               |

### Список карт Amiibo Animal Crossing
Нижче наведено список усіх підтверджених карт Amiibo для серії ігор Animal Crossing. Серії 1, 2, 3 і 4 складаються зі 100 карт в кожній, а серія 5 складається з 48 карт. Крім того, є п’ять карток, які не є частиною жодної серії. Після оголошення про те, що New Leaf отримає оновлення Amiibo, було оголошено нову серію з 50 карт Animal Crossing RV, а також додаткову серію з 6 карток, заснованих на персонажах від Sanrio. Пізніше, після Nintendo Direct 23 вересня 2021 року, Nintendo підтвердила в офіційному Twitter акаунті Animal Crossing, що виробляється серія 5 карток Amiibo, і натякала, що на ній можуть бути жителі села, представлені в Animal Crossing: New Horizons, а також селяни, які повернулися назад до гри. Серія 5 була випущена 5 листопада, 2021 року.
| Серія 1      | Серія 1  |
| Номер картки | Персонаж |
| ------------ | -------- |
| 001          | Isabelle |
| 002          | Tom Nook |
| 003          | DJ K.K.  |
| 004          | Sable    |
| 005          | Kapp'n   |
| 006          | Resetti  |
| 007          | Joan     |
| 008          | Timmy    |
| 009          | Digby    |
| 010          | Pascal   |
| 011          | Harriet  |
| 012          | Redd     |
| 013          | Saharah  |
| 014          | Luna     |
| 015          | Tortimer |
| 016          | Lyle     |
| 017          | Lottie   |
| 018          | Bob      |
| 019          | Fauna    |
| 020          | Curt     |
| 021          | Portia   |
| 022          | Leonardo |
| 023          | Cheri    |
| 024          | Kyle     |
| 025          | Al       |
| 026          | Renée    |
| 027          | Lopez    |
| 028          | Jambette |
| 029          | Rasher   |
| 030          | Tiffany  |
| 031          | Sheldon  |
| 032          | Bluebear |
| 033          | Bill     |
| 034          | Kiki     |
| 035          | Deli     |
| 036          | Alli     |
| 037          | Kabuki   |
| 038          | Patty    |
| 039          | Jitters  |
| 040          | Gigi     |
| 041          | Quillson |
| 042          | Marcie   |
| 043          | Puck     |
| 044          | Shari    |
| 045          | Octavian |
| 046          | Winnie   |
| 047          | Knox     |
| 048          | Sterling |
| 049          | Bonbon   |
| 050          | Punchy   |
| 051          | Opal     |
| 052          | Poppy    |
| 053          | Limberg  |
| 054          | Deena    |
| 055          | Snake    |
| 056          | Bangle   |
| 057          | Phil     |
| 058          | Monique  |
| 059          | Nate     |
| 060          | Samson   |
| 061          | Tutu     |
| 062          | T-Bone   |
| 063          | Mint     |
| 064          | Pudge    |
| 065          | Midge    |
| 066          | Gruff    |
| 067          | Flurry   |
| 068          | Clyde    |
| 069          | Bella    |
| 070          | Biff     |
| 071          | Yuka     |
| 072          | Lionel   |
| 073          | Flo      |
| 074          | Cobb     |
| 075          | Amelia   |
| 076          | Jeremiah |
| 077          | Cherry   |
| 078          | Roscoe   |
| 079          | Truffles |
| 080          | Eugene   |
| 081          | Eunice   |
| 082          | Goose    |
| 083          | Annalisa |
| 084          | Benjamin |
| 085          | Pancetti |
| 086          | Chief    |
| 087          | Bunnie   |
| 088          | Clay     |
| 089          | Diana    |
| 090          | Axel     |
| 091          | Muffy    |
| 092          | Henry    |
| 093          | Bertha   |
| 094          | Cyrano   |
| 095          | Peanut   |
| 096          | Cole     |
| 097          | Willow   |
| 098          | Roald    |
| 099          | Molly    |
| 100          | Walker   |

| Серія 2      | Серія 2  |
| Номер картки | Персонаж |
| ------------ | -------- |
| 101          | К. К.    |
| 102          | Reese    |
| 103          | Kicks    |
| 104          | Labelle  |
| 105          | Copper   |
| 106          | Booker   |
| 107          | Katie    |
| 108          | Tommy    |
| 109          | Porter   |
| 110          | Leila    |
| 111          | Shrunk   |
| 112          | Don      |
| 113          | Isabelle |
| 114          | Blanca   |
| 115          | Nat      |
| 116          | Chip     |
| 117          | Jack     |
| 118          | Poncho   |
| 119          | Felicity |
| 120          | Ozzie    |
| 121          | Tia      |
| 122          | Lucha    |
| 123          | Fuchsia  |
| 124          | Harry    |
| 125          | Gwen     |
| 126          | Coach    |
| 127          | Kitt     |
| 128          | Tom      |
| 129          | Tipper   |
| 130          | Prince   |
| 131          | Pate     |
| 132          | Vladimir |
| 133          | Savannah |
| 134          | Kidd     |
| 135          | Phoebe   |
| 136          | Egbert   |
| 137          | Cookie   |
| 138          | Sly      |
| 139          | Blaire   |
| 140          | Avery    |
| 141          | Nana     |
| 142          | Peck     |
| 143          | Olivia   |
| 144          | Cesar    |
| 145          | Carmen   |
| 146          | Rodney   |
| 147          | Scoot    |
| 148          | Whitney  |
| 149          | Broccolo |
| 150          | Coco     |
| 151          | Groucho  |
| 152          | Wendy    |
| 153          | Alfonso  |
| 154          | Rhonda   |
| 155          | Butch    |
| 156          | Gabi     |
| 157          | Moose    |
| 158          | Timbra   |
| 159          | Zell     |
| 160          | Pekoe    |
| 161          | Teddy    |
| 162          | Mathilda |
| 163          | Ed       |
| 164          | Bianca   |
| 165          | Filbert  |
| 166          | Kitty    |
| 167          | Beau     |
| 168          | Nan      |
| 169          | Bud      |
| 170          | Ruby     |
| 171          | Benedict |
| 172          | Agnes    |
| 173          | Julian   |
| 174          | Bettina  |
| 175          | Jay      |
| 176          | Sprinkle |
| 177          | Flip     |
| 178          | Hugh     |
| 179          | Hopper   |
| 180          | Pecan    |
| 181          | Drake    |
| 182          | Alice    |
| 183          | Camofrog |
| 184          | Anicotti |
| 185          | Chops    |
| 186          | Charlise |
| 187          | Vic      |
| 188          | Ankha    |
| 189          | Drift    |
| 190          | Vesta    |
| 191          | Marcel   |
| 192          | Pango    |
| 193          | Keaton   |
| 194          | Gladys   |
| 195          | Hamphrey |
| 196          | Freya    |
| 197          | Kid Cat  |
| 198          | Agent S  |
| 199          | Big Top  |
| 200          | Rocket   |

| Серія 3      | Серія 3  |
| Номер картки | Персонаж |
| ------------ | -------- |
| 201          | Rover    |
| 202          | Blathers |
| 203          | Tom Nook |
| 204          | Pelly    |
| 205          | Phyllis  |
| 206          | Pete     |
| 207          | Mabel    |
| 208          | Leif     |
| 209          | Wendell  |
| 210          | Cyrus    |
| 211          | Grams    |
| 212          | Timmy    |
| 213          | Digby    |
| 214          | Don      |
| 215          | Isabelle |
| 216          | Franklin |
| 217          | Jingle   |
| 218          | Lily     |
| 219          | Anchovy  |
| 220          | Tabby    |
| 221          | Kody     |
| 222          | Miranda  |
| 223          | Del      |
| 224          | Paula    |
| 225          | Ken      |
| 226          | Mitzi    |
| 227          | Rodeo    |
| 228          | Bubbles  |
| 229          | Cousteau |
| 230          | Velma    |
| 231          | Elvis    |
| 232          | Canberra |
| 233          | Colton   |
| 234          | Marina   |
| 235          | Spork    |
| 236          | Freckles |
| 237          | Bam      |
| 238          | Friga    |
| 239          | Ricky    |
| 240          | Deirdre  |
| 241          | Hans     |
| 242          | Chevre   |
| 243          | Drago    |
| 244          | Tangy    |
| 245          | Mac      |
| 246          | Eloise   |
| 247          | Wart Jr. |
| 248          | Hazel    |
| 249          | Beardo   |
| 250          | Ava      |
| 251          | Chester  |
| 252          | Merry    |
| 253          | Genji    |
| 254          | Greta    |
| 255          | Wolfgang |
| 256          | Diva     |
| 257          | Klaus    |
| 258          | Daisy    |
| 259          | Stinky   |
| 260          | Tammi    |
| 261          | Tucker   |
| 262          | Blanche  |
| 263          | Gaston   |
| 264          | Marshal  |
| 265          | Gala     |
| 266          | Joey     |
| 267          | Pippy    |
| 268          | Buck     |
| 269          | Bree     |
| 270          | Rooney   |
| 271          | Curlos   |
| 272          | Skye     |
| 273          | Moe      |
| 274          | Flora    |
| 275          | Hamlet   |
| 276          | Astrid   |
| 277          | Monty    |
| 278          | Dora     |
| 279          | Biskit   |
| 280          | Victoria |
| 281          | Lyman    |
| 282          | Violet   |
| 283          | Frank    |
| 284          | Chadder  |
| 285          | Merengue |
| 286          | Cube     |
| 287          | Claudia  |
| 288          | Curly    |
| 289          | Boomer   |
| 290          | Caroline |
| 291          | Sparro   |
| 292          | Baabara  |
| 293          | Rolf     |
| 294          | Maple    |
| 295          | Antonio  |
| 296          | Soleil   |
| 297          | Apollo   |
| 298          | Derwin   |
| 299          | Francine |
| 300          | Chrissy  |

| Серія 4      | Серія 4  |
| Номер картки | Персонаж |
| ------------ | -------- |
| 301          | Isabelle |
| 302          | Brewster |
| 303          | Katrina  |
| 304          | Phineas  |
| 305          | Celeste  |
| 306          | Tommy    |
| 307          | Gracie   |
| 308          | Leilani  |
| 309          | Resetti  |
| 310          | Timmy    |
| 311          | Lottie   |
| 312          | Shrunk   |
| 313          | Pavé     |
| 314          | Gulliver |
| 315          | Redd     |
| 316          | Zipper   |
| 317          | Goldie   |
| 318          | Stitches |
| 319          | Pinky    |
| 320          | Mott     |
| 321          | Mallary  |
| 322          | Rocco    |
| 323          | Katt     |
| 324          | Graham   |
| 325          | Peaches  |
| 326          | Dizzy    |
| 327          | Penelope |
| 328          | Boone    |
| 329          | Broffina |
| 330          | Croque   |
| 331          | Pashmina |
| 332          | Shep     |
| 333          | Lolly    |
| 334          | Erik     |
| 335          | Dotty    |
| 336          | Pierce   |
| 337          | Queenie  |
| 338          | Fang     |
| 339          | Frita    |
| 340          | Tex      |
| 341          | Melba    |
| 342          | Bones    |
| 343          | Anabelle |
| 344          | Rudy     |
| 345          | Naomi    |
| 346          | Peewee   |
| 347          | Tammy    |
| 348          | Olaf     |
| 349          | Lucy     |
| 350          | Elmer    |
| 351          | Puddles  |
| 352          | Rory     |
| 353          | Elise    |
| 354          | Walt     |
| 355          | Mira     |
| 356          | Pietro   |
| 357          | Aurora   |
| 358          | Papi     |
| 359          | Apple    |
| 360          | Rod      |
| 361          | Purrl    |
| 362          | Static   |
| 363          | Celia    |
| 364          | Zucker   |
| 365          | Peggy    |
| 366          | Ribbot   |
| 367          | Annalise |
| 368          | Chow     |
| 369          | Sylvia   |
| 370          | Jacques  |
| 371          | Sally    |
| 372          | Doc      |
| 373          | Pompom   |
| 374          | Tank     |
| 375          | Becky    |
| 376          | Rizzo    |
| 377          | Sydney   |
| 378          | Barold   |
| 379          | Nibbles  |
| 380          | Kevin    |
| 381          | Gloria   |
| 382          | Lobo     |
| 383          | Hippeux  |
| 384          | Margie   |
| 385          | Lucky    |
| 386          | Rosie    |
| 387          | Rowan    |
| 388          | Maelle   |
| 389          | Bruce    |
| 390          | O'Hare   |
| 391          | Gayle    |
| 392          | Cranston |
| 393          | Frobert  |
| 394          | Grizzly  |
| 395          | Cally    |
| 396          | Simon    |
| 397          | Iggly    |
| 398          | Angus    |
| 399          | Twiggy   |
| 400          | Robin    |

| Серія 5      | Серія 5         |
| Номер картки | Персонаж        |
| ------------ | --------------- |
| 401          | Tom Nook        |
| 402          | Timmy and Tommy |
| 403          | Isabelle        |
| 404          | Orville         |
| 405          | Wilbur          |
| 406          | Blathers        |
| 407          | Celeste         |
| 408          | Mabel           |
| 409          | Sable           |
| 410          | Label           |
| 411          | K.K. Slider     |
| 412          | C.J.            |
| 413          | Flick           |
| 414          | Daisy Mae       |
| 415          | Kicks           |
| 416          | Saharah         |
| 417          | Harvey          |
| 418          | Gulliver        |
| 419          | Wisp            |
| 420          | Lottie          |
| 421          | Niko            |
| 422          | Wardell         |
| 423          | Tom Nook        |
| 424          | Isabelle        |
| 425          | Sherb           |
| 426          | Megan           |
| 427          | Dom             |
| 428          | Audie           |
| 429          | Cyd             |
| 430          | Judy            |
| 431          | Raymond         |
| 432          | Reneigh         |
| 433          | Sasha           |
| 434          | Ione            |
| 435          | Tiansheng       |
| 436          | Shino           |
| 437          | Marlo           |
| 438          | Petri           |
| 439          | Cephalobot      |
| 440          | Quinn           |
| 441          | Chabwick        |
| 442          | Zoe             |
| 443          | Ace             |
| 444          | Rio             |
| 445          | Frett           |
| 446          | Azalea          |
| 447          | Roswell         |
| 448          | Faith           |

| Інші карти   | Інші карти |
| Номер картки | Персонаж   |
| ------------ | ---------- |
| CP           | Isabelle   |
| CP           | K.K.       |
| Leaf         | Goldie     |
| Leaf         | Rosie      |
| Leaf         | Stitches   |

| Серія RV     | Серія RV |
| Номер картки | Персонаж |
| ------------ | -------- |
| 01           | Vivian   |
| 02           | Hopkins  |
| 03           | June     |
| 04           | Piper    |
| 05           | Paolo    |
| 06           | Hornsby  |
| 07           | Stella   |
| 08           | Tybalt   |
| 09           | Huck     |
| 10           | Slyvana  |
| 11           | Boris    |
| 12           | Wade     |
| 13           | Carrie   |
| 14           | Ketchup  |
| 15           | Rex      |
| 16           | Stu      |
| 17           | Ursala   |
| 18           | Jacob    |
| 19           | Maddie   |
| 20           | Billy    |
| 21           | Boyd     |
| 22           | Bitty    |
| 23           | Maggie   |
| 24           | Murphy   |
| 25           | Plucky   |
| 26           | Sandy    |
| 27           | Claude   |
| 28           | Raddle   |
| 29           | Julia    |
| 30           | Louie    |
| 31           | Bea      |
| 32           | Admiral  |
| 33           | Ellie    |
| 34           | Boots    |
| 35           | Weber    |
| 36           | Candi    |
| 37           | Leopold  |
| 38           | Spike    |
| 39           | Cashmere |
| 40           | Tad      |
| 41           | Norma    |
| 42           | Gonzo    |
| 43           | Sprocket |
| 44           | Snooty   |
| 45           | Olive    |
| 46           | Dobie    |
| 47           | Buzz     |
| 48           | Cleo     |
| 49           | Ike      |
| 50           | Tasha    |

| Серія Sanrio RV | Серія Sanrio RV |
| Номер картки    | Персонаж        |
| --------------- | --------------- |
| S1              | Rilla           |
| S2              | Marty           |
| S3              | Étoile          |
| S4              | Chai            |
| S5              | Chelsea         |
| S6              | Toby            |

### Ексклюзив
У Північній Америці, Австралії та Новій Зеландії на момент запуску деякі Amiibo були доступні лише в окремих роздрібних магазинах. В Австралії та Новій Зеландії ця практика обмежена для Маріо (срібна версія), Dark Hammer Slam Bowser і Dark Turbo Charge Донкі Конг, обмежена для EB Games, Маріо (золота версія) обмежено для Target в Австралії та Mighty Ape у Новій Зеландії, Animal Crossing: New Leaf – Welcome Amiibo Sanrio Collaboration Pack і Qbby обмежено для офіційного магазину Nintendo в Австралії та Новій Зеландії на eBay; однак у Північній Америці він поширений набагато ширше. Деякі персонажі, наприклад Селянин, спочатку не були ексклюзивними, але пізніше стали ексклюзивними для роздрібних торговців під час поповнення запасів.